# 黄两正
黄两正（1921年8月4日—1992年9月5日），新加坡华人，新加坡男子跨栏运动员。他曾获得1951年亚洲运动会男子110米栏金牌、400米栏铜牌，是新加坡在亚运会田径比赛上的首个金牌得主。他也曾代表中华民国参加1948年夏季奥运会。